# ایست قلبی (فیلم)
«ایست قلبی» (انگلیسی: Cardiac Arrest (film)) فیلمی در ژانر ترسناک است که در سال ۱۹۸۰ منتشر شد. از بازیگران آن می‌توان به ماکس گیل و فرد وارد اشاره کرد.